# تتتشیتسه
تتتشیتسه (به لاتین: Tetčice) یک منطقهٔ مسکونی در جمهوری چک است که در ناحیه برنو-تسوونتری واقع شده‌است. تتتشیتسه ۱۵٫۱۵ کیلومتر مربع مساحت و ۱٬۰۰۸ نفر جمعیت دارد و ۳۲۶ متر بالاتر از سطح دریا واقع شده‌است.